# انرژی زمین‌گرمایی در معماری
استفاده از انرژی زمین‌گرمایی در معماری اقلیم‌های نیازمند سرما، قرار دادن ساختمان در زمین، دریافت گرما کاهش می‌یابد و همچنین باعث از دست دادن گرما می‌شود زیرا از طرفی باعث افزایش مقاومت حرارتی پوسته ساختمان شده و از طرفی تفاوت دمای بین داخل و خارج ساختمان را کاهش می‌دهد. در عمق بیشتر از ۶ متری زمین از نوسانات سالیانه هوا کاهیده می‌شود و برابر معدل درجه حرارت سالیانه در فضای خارج آن محل می‌باشد.
استفاده از استراتژی تماس به خاک در یک اقلیم خاص، به عواملی وابسته است از جمله نیاز ساختمان به گرمایش و سرمایش، تفاوت دما بین زمین و هوا و میزان رطوبت در تابستان که ممکن است بالقوه در تعرق دخالت کند؛ بنابراین چنانچه در موقعیت ساختمان شرایط مناسبی مهیا باشد، انرژی برای گرم کردن فضا را می‌توان، با استفاده از استراتژی تماس با خاک کاهش داد. در مناطق مرطوب به دلیل با بالا بودن سطح آب‌های زیرزمینی و نیاز به برقراری جریان هوا ساختمان‌ها فاقد زیرزمین می‌باشند اما در مناطق سرد و کوهستانی یا گرم و خشک ایران قرار دادن ساختمان در زیر زمین راهکار مناسبی است و می‌توان هزینه مصرف شده برای ایجاد گرما و سرما را در حدود هشتاد درصد نسبت به ساختمان‌های متعارف کاهش داد

## اشکال استفاده از زمین‌گرما
پناه گرفتن در زمین به سه شکل اصلی می‌تواند انجام شود
1. فرو رفتن ساختمان در زمین حفاری شده: در زمینهای مسطح، به این صورت که بام بنا حدود یک متر پایینتر از سطح زمین باشد. این ارتفاع را می‌توان با خاک زراعی پر کرد و روی آن را چمن و بوته کاشت و از طریق حیاط مرکزی نور، حرارت خورشید و نیز هوای تازه به درون بنا انتقال می‌یابد.
2. ایجاد خاکریز در اطراف ساختمان: چون دمای خاک، تغییر بسیار ناچیزی در برابر تغییرات دما دارد؛ باعث جلوگیری از هدر رفتن حرارت ساختمان می‌شود و عایق مناسبی برای آن محسوب می‌گردد. در نتیجه به جای آنکه ساختمان را داخل خاک قرار دهیم؛ می‌توانیم خاک را وارد ساختمان کنیم در این زمینه می‌توان از خاکریزها در پشت دیوارها و ایجاد گل وگیاه بر روی آن استفاده کرد.
3. پناه گرفتن ساختمان در دامنه یک تپه: در مناطق کوهستانی پر شیب، می‌توان ساختمان را در سمت جنوبی شیب ساخت به صورتی که فقط ضلع جنوبی بنا از زمین بیرون باشد. در این صورت، هم از انرژی زمین بهره گرفته می‌شود و هم اینکه از ضلع جنوبی، جهت نورگیری و تهویه استفاده می‌شود.[۳]

در تمام این روش‌ها، تماس با خاک از بخشی از دیوارها شروع شده و تا پوشاندن همه دیوارها و حتی دیوارها و بام ادامه می‌یابد.

## معماری سنتی ایران
در ایران، علی‌رغم وجود شرایط زمین‌شناسی مناسب و نیز پتانسیل‌های متعدد به منظور تولید انرژی زمین‌گرمایی، فقدان تکنولوژی پیشرفته از یک طرف و وجود منابع عظیم سوخت فسیلی به عنوان رقیبی سرسخت و ارزان در بحث اقتصاد انرژی، از طرف دیگر موجب شده‌است که در طراحی ساختمان‌های جدید، چندان توجهی به این منبع عظیم انرژی نشود؛ اگرچه نمونه‌های بسیاری از روش‌های اندیشیده در معماری گذشته می‌توان یافت که بدون نیاز به فناوری پیشرفته و هزینه اضافی با توجه به قابلیت‌های محیط از انرژی گرمایی عمق زمین در آن‌ها استفاده شده‌است از جمله خانههای زیرزمینی، آب‌انبار، یخچال حمام، که با مطالعه این بناها می‌توان به الگوهایی جهت استفاده در ساختمان‌های جدید دست یافت. برخی از این الگوها عبارتند از:
- سیزان:

زیرزمینهایی با سقف کوتاه، در زیر قسمت زمستان‌نشین هستند که در خانه‌های سنتی در اقلیم سرد و کوهستانی به کار می‌روند و باعث حفظ حرارت درون ساختمان می‌شوند.
- سرداب (شبستان):

زیرزمینهایی که در نواحی گرم و خشک ایران بسیار متداول است.سردابها گاهی تمامی سطح زیر طبقه همکف را در بر میگرفته و سقف آن حدود یک متر از سطح حیاط بالاتر است. بدین ترتیب روشنایی و تهویه اتاق‌های آن از طریق پنجرههای بین حیاط و سرداب تأمین میشده‌است.
- شوادان:

شوادان شامل اتاق یا اتاق‌هایی است که حدود ۶ الی ۷ متر پایینتر از سطح حیاط است. درجه حرارت در این اتاق‌ها، برابر معدل درجه حرارت در طی سال می‌باشد. در ایامی که حرارت، بسیار زیاد و دمای شبستان نیز برای زندگی و فعالیت طاقتفرسا بوده، استفاده میشده‌است.
- حوضخانه:

در بعضی از خانه‌ها که شاخه‌های مسیر قنات از زیر آن رد میشده؛ از سرداب، راهی به قنات جهت دسترسی به آن وجود داشته‌است. گاهی نیز آب قنات از یک طرف وارد حوض کوچکی میشده و از طرف دیگر آن خارج میشده‌است. به محل آن اتاق، حوضخانه می‌گفتند.
وجود حوض آب و بادگیر در این فضا علاوه بر پایین آوردن میانگین دمای داخلی باعث افزایش رطوبت و برودت میشده‌است.
- زمهریر (کانال زیرزمینی):

زمهریر، نمونهای دیگر از بهکارگیری انرژی زمین گرمابی می‌باشد. امروزه نیز می‌توان از این سامانه در بناهای مختلف و منطبق بر معماری امروز استفاده نمود در عمق ۳ متری کف ساختمان، معمولاً دما، میانگین دمای تابستانی و زمستانی محل می‌باشد و لذا در تابستان حدود ۱۰ درجه از هوای خارج خنکتر است. با ایجاد زمهریر در تابستان، هوای گرم خارج به داخل زمهریر فرستاده می‌شود و پس از خنک شدن، برای خنک کردن هوای ساختمان از روی فواره آب حوضی نیز گذرانده و به صورت هوای خنک و مرطوب وارد ساختمان ۸ درجه از دمای بیرون گرمتر - می‌شود. همچنین درعمق ۳ متری، در زمستان دمای زمین حداقل حدود ۱۰ درجه می‌باشد و می‌توان دریچه‌های زیرزمین را برای بالا بردن دمای هوای داخلی باز کرد.
- گودال‌باغ:

پایین بودن سطح حیاط خانه‌ها از سطح طبیعی زمین و کوچه در اقلیم گرم و خشک، و نیز سرد و کوهستانی دارای مزایای زیادی از جمله استفاده از انرژی زمینگ رمایی است. عمق بعضی از حیاطها را از حد می‌گفتند. قرار گرفتن بخشی «گودال باغچه» یا گودال باغ معمول نیز بیشتر می‌گرفتند. به این حیاطها از ساختمان در داخل زمین تبادل حرارت بین داخل و خارج بنا را کاهش می‌دهند و نوسان درجه حرارت کمتر می‌شود و دستیابی به آب قنات، جهت آبیاری باغ نیز فراهم می‌شود.